# Вилян Бижев
Вилян Бижев е бивш български футболист.
Бижев има българско и американско гражданство. Роден е в София, но през 1998 г., когато е на 5 години, семейството му емигрира във Фресно, Калифорния.

## Кариера

### Ливърпул
През юли 2011 г., Ливърпул кани Бижев на пробен период в юношеската си формация. Той оставя отлични впечатления като отбелязва 5 гола в 2 приятелски срещи. Подписва с мърсисайдци тригодишен договор с опция за още две. Ливърпул официално обявява трансфера на 31 август 2011 г. В същия ден Бижев е преотстъпен в германския Фортуна Дюселдорф за сезон 2011-12.

### Фортуна Дюселдорф
Бижев играе най-вече за Б отбора на Фортуна Дюселдорф, където отбелязва 4 гола в 16 мача. Дебютира за първия отбор на 5 април 2012 г., в последните 8 минути при загубата с 1:2 като гост срещу Ханза Росток.

### ИК Старт
На 27 август 2012 г. се присъединява към втородивизионния норвежки Старт под наем до 2013 г.

### Славия София
През 2014 г. Бижев преминава в отбора на Славия (София). При дебюта си за „белите“ отбелязва гол срещу Марек (Дупница). Въпреки добрите си изяви в малкото време, което му се предоставя от треньорите на отбора и подкрепата на феновете той рядко намира място сред титулярите в отбора.

### Черно море
На 12 януари 2015 г. Бижев подписва договор с Черно море (Варна) за година и половина. Той дебютира на 27 февруари, започвайки при победата с 2:0 у дома срещу Славия (София). Бижев вкарва първия си официален гол за Черно море на 5 март, отбелязвайки четвъртия при успеха с 5:0 срещу Локомотив (Горна Оряховица) за Купата на България.

### Връщане в САЩ
Бижев се завръща в Съединените щати през 2016 г., играейки за отборите на Юнайтед Сокър Лийг Портланд Тимбърс 2 и Сакраменто Рипъблик. През март 2021 г. Бижев се присъединява към Оклахома Сити Енерджи. След като Оклахома Сити Енерджи обявява едногодишна пауза, Бижев се завръща във Фресно, като подписва със Сентръл Вали Фуего. На 8 юни 2022 г. Бижев е обявен за Играч на месеца в Лига 1 на ЮСЛ за май, като признание за неговите три гола и една асистенция.

## Национален отбор
Играе за младежкия национален отбор на САЩ до 20 г. През 2012 г. отказва поканата на Михаил Мадански да играе за България до 21 г., но през май 2013 г. приема нова покана и ще участва в квалификациите за европейското първенство за младежи 2015 г.Дебютира за младежкия отбор на България до 21 г. на 1 юни 2013 г. при домакинската победа с 3:0 срещу Андора като прави асистенция за второто попадение.

## Успехи
Черно море
- Купа на България (1): 2014/15
- Суперкупа на България (1): 2015

## Статистика по сезони
| Сезон    | Отбор           | Първенство | Мачове | Голове |
| -------- | --------------- | ---------- | ------ | ------ |
| 2014/ес. | Славия (Сф)     | А група    | 10     | 1      |
| 2015/пр. | Черно море (Вн) | А група    | 0      | 0      |